# Ԏ
Tié komi ou tjé komi (capitale Ԏ, minuscule ԏ) est une lettre de l’alphabet cyrillique. Elle était utilisée dans l’écriture du komi d’environ 1919 à 1940 comme les lettres jé cramponné ‹ Җ җ ›, dé komi ‹ Ԁ ԁ ›, dié komi ‹ Ԃ ԃ ›, zié komi ‹ Ԅ ԅ ›, dzié komi ‹ Ԇ ԇ ›, lié komi ‹ Ԉ ԉ ›, nié komi ‹ Ԋ ԋ ›, sié komi ‹ Ԍ ԍ ›. Elle est appelée « té à queue relevée » (Т с хвостиком вверх en russe) dans la norme GOST R 7.0.29-2010.

## Représentations informatiques
Le tié komi peut être représenté avec les caractères Unicode suivants :
| formes    | représentations | chaînes de caractères | points de code | descriptions                          |
| --------- | --------------- | --------------------- | -------------- | ------------------------------------- |
| capitale  | Ԏ               | Ԏ                     | U+050E         | lettre majuscule cyrillique komie tié |
| minuscule | ԏ               | ԏ                     | U+050F         | lettre minuscule cyrillique komie tié |